# Гастінгс (Мічиган)
Гастінгс (англ. Hastings) — місто (англ. city) в США, в окрузі Беррі штату Мічиган. Населення — 7514 особи (2020).

## Географія
Гастінгс розташований за координатами 42°39′0″ пн. ш. 85°17′18″ зх. д. / 42.65000° пн. ш. 85.28833° зх. д. (42.650130, -85.288373).  За даними Бюро перепису населення США в 2010 році місто мало площу 13,65 км², з яких 13,45 км² — суходіл та 0,20 км² — водойми.

### Клімат
| Клімат : Гастінгс     | Клімат : Гастінгс | Клімат : Гастінгс | Клімат : Гастінгс | Клімат : Гастінгс | Клімат : Гастінгс | Клімат : Гастінгс | Клімат : Гастінгс | Клімат : Гастінгс | Клімат : Гастінгс | Клімат : Гастінгс | Клімат : Гастінгс | Клімат : Гастінгс | Клімат : Гастінгс |
| Показник              | Січ.              | Лют.              | Бер.              | Квіт.             | Трав.             | Черв.             | Лип.              | Серп.             | Вер.              | Жовт.             | Лист.             | Груд.             | Рік               |
| Середній максимум, °C | −0,6              | 0,6               | 6,7               | 15,0              | 21,1              | 26,7              | 28,9              | 27,8              | 23,9              | 17,2              | 8,3               | 1,7               | 14,8              |
| Середній мінімум, °C  | −9,4              | −9,4              | −4,4              | 1,7               | 7,2               | 12,8              | 15,0              | 13,9              | 10,0              | 3,9               | −1,1              | −6,7              | 2,8               |
| Норма опадів, мм      | 51                | 43                | 56                | 76                | 89                | 94                | 79                | 81                | 86                | 71                | 69                | 56                | 851               |
| --------------------- | ----------------- | ----------------- | ----------------- | ----------------- | ----------------- | ----------------- | ----------------- | ----------------- | ----------------- | ----------------- | ----------------- | ----------------- | ----------------- |
| Джерело: Weatherbase  |                   |                   |                   |                   |                   |                   |                   |                   |                   |                   |                   |                   |                   |

## Демографія
Згідно з переписом 2010 року, у місті мешкало 7350 осіб у 2910 домогосподарствах у складі 1849 родин. Густота населення становила 538 осіб/км².  Було 3231 помешкання (237/км²).
Расовий склад населення:
| - 96,9 % — білих - 0,6 % — корінних американців - 0,5 % — чорних або афроамериканців - 0,3 % — азіатів |

До двох чи більше рас належало 1,2 %. Частка іспаномовних становила 2,7 % від усіх жителів.
За віковим діапазоном населення розподілялося таким чином: 26,6 % — особи молодші 18 років, 58,0 % — особи у віці 18—64 років, 15,4 % — особи у віці 65 років та старші. Медіана віку мешканця становила 36,2 року. На 100 осіб жіночої статі у місті припадало 88,2 чоловіків;  на 100 жінок у віці від 18 років та старших — 83,4 чоловіків також старших 18 років.
Середній дохід на одне домашнє господарство  становив 53 490 доларів США (медіана — 43 449), а середній дохід на одну сім'ю — 70 120 доларів (медіана — 61 288). Медіана доходів становила 41 356 доларів для чоловіків та 39 702 долари для жінок. За межею бідності перебувало 21,3 % осіб, у тому числі 27,6 % дітей у віці до 18 років та 11,6 % осіб у віці 65 років та старших.
Цивільне працевлаштоване населення становило 3183 особи. Основні галузі зайнятості: освіта, охорона здоров'я та соціальна допомога — 25,0 %, виробництво — 24,3 %, мистецтво, розваги та відпочинок — 14,6 %, роздрібна торгівля — 9,4 %.